# Бабуган-яйла
Бабуга́н-яйла́ (крим. Babuğan Yayla) — найвищий гірський масив (яйла) в Головному пасмі Кримських гір.

## Загальний опис
Середня висота 1000–1400 м, найбільша — 1545 м (г. Роман-Кош, найвища точка Криму). Тут же розташована г. Зейтін-Кош (1537 м). Масив розташований в Ялтинському районі.
Складається з вапняків.
Поверхня платоподібна, ускладнена карстовими формами рельєфу. Круто обривається на Південному сході. Південні схили вкриті сосново-дубовими, північні — буковими лісами.
Майже повністю Бабуган-яйла входить до складу Кримського природного заповіднику. Це означає, що відвідання суворо регламентовано й жорстко контролюється особливо влітку та на травневі свята.
Назва Бабуган (Babuğan) в перекладі з кримськотатарської означає «вовча ягода».
Здавна прокладалися стежки-перевали (богази) через Головну гряду Кримських гір. Перевал Гурзуфське сідло (Гурбет-дере-богаз) відділяє Бабуган-яйлу від Гурзуфської яйли, перевал Кібіт-богаз — від масиву Чатир-даг. Стежка-перевал Талма-Богаз уважається одним із найзручніших шляхів на Бабуган-яйлу.
На південно-східних схилах розташоване урочище Карши-Даг.

## Галерея

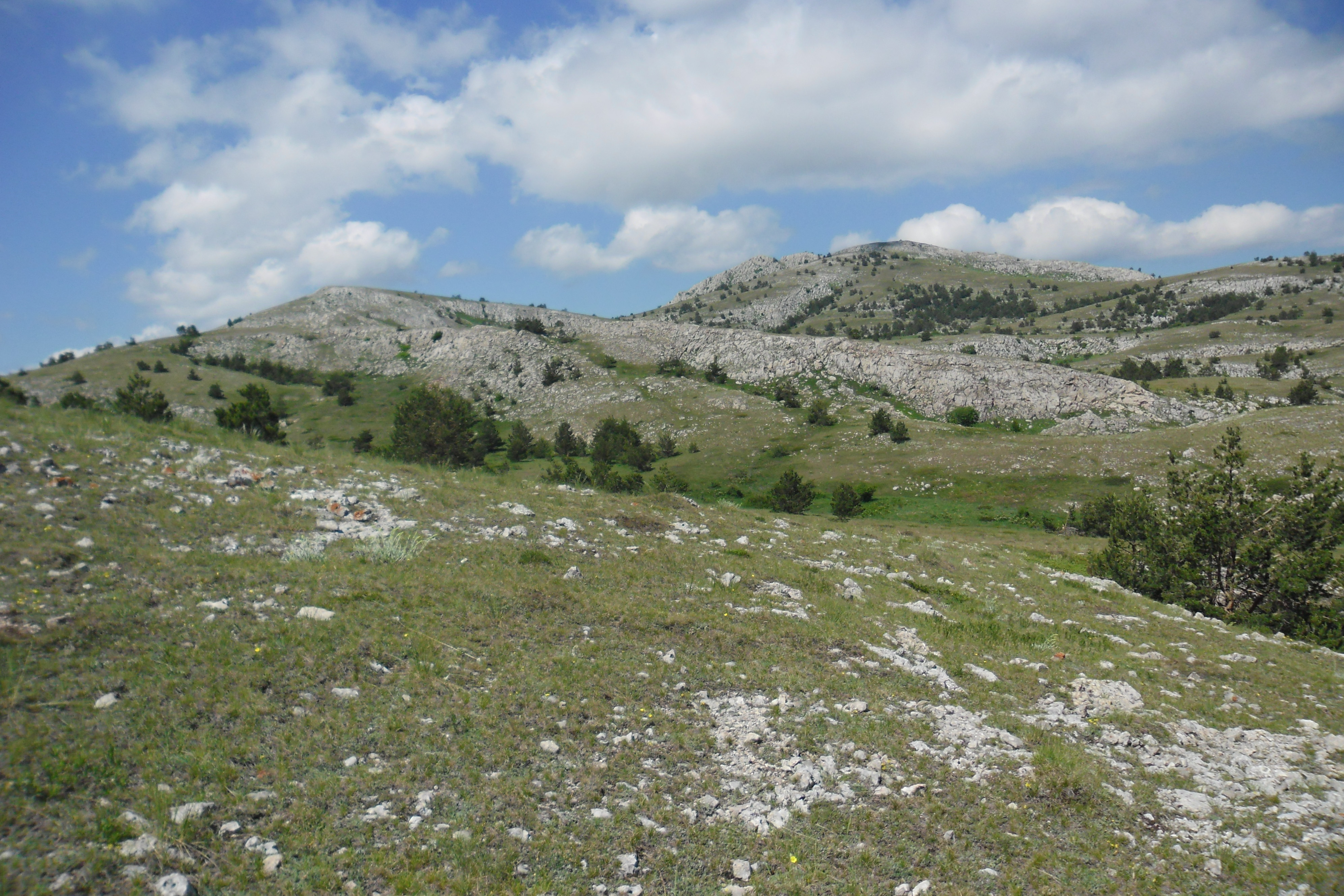
Файл:Бабуган-яйла (фрагмент).
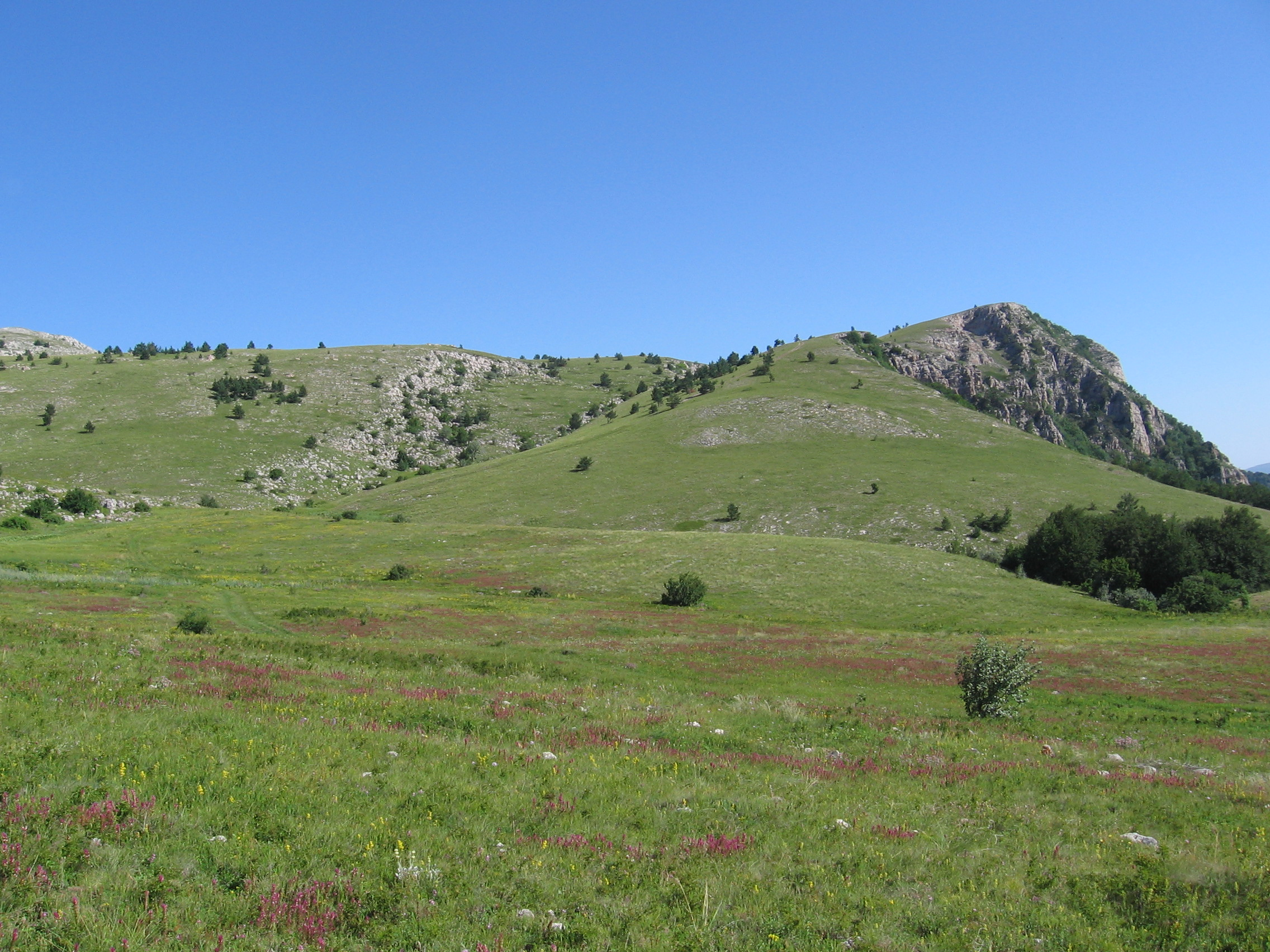
Гора Куш-Кая - на крайньому південному сході яйли
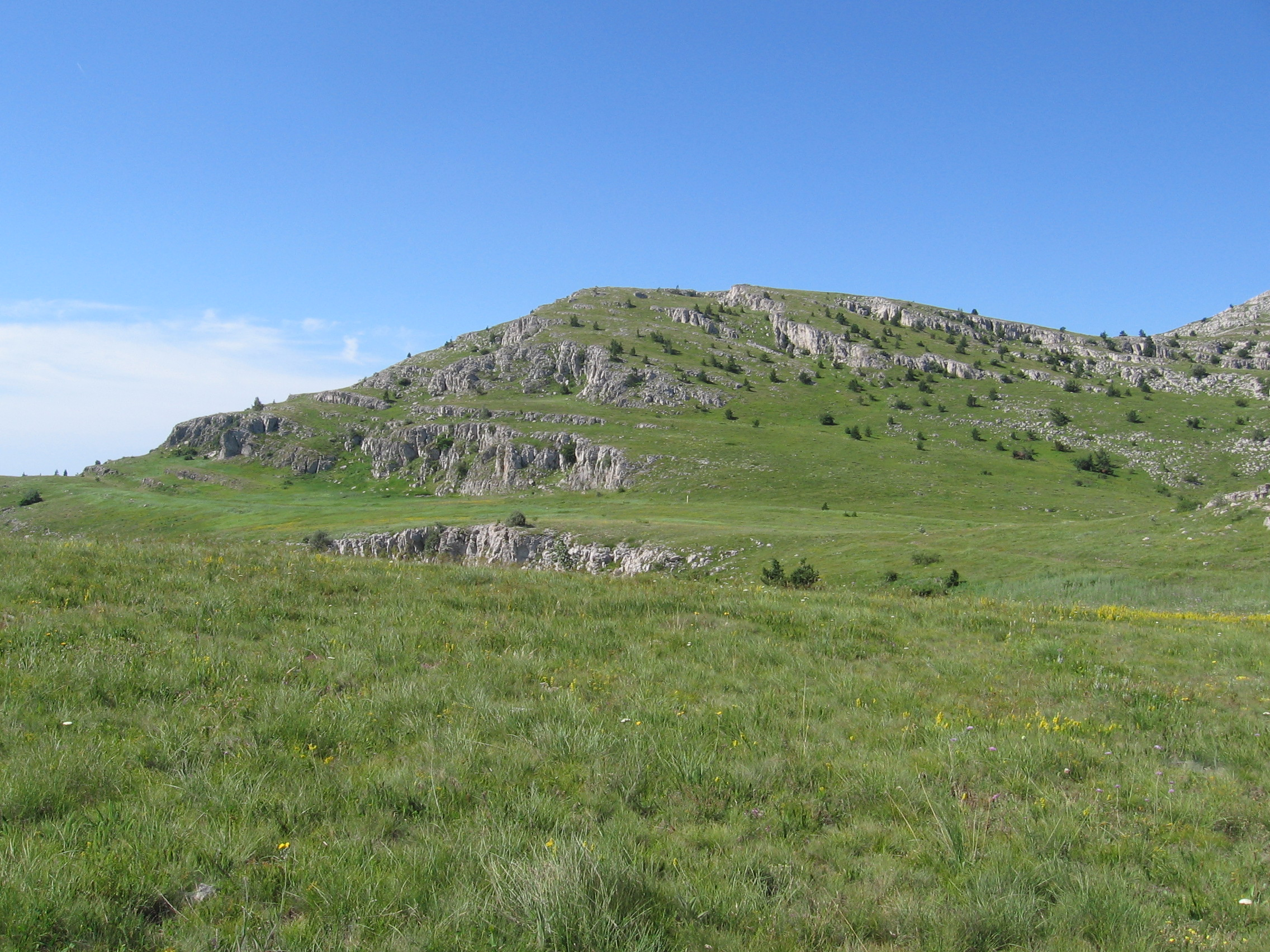
Типові краєвиди Бабуган-яйли
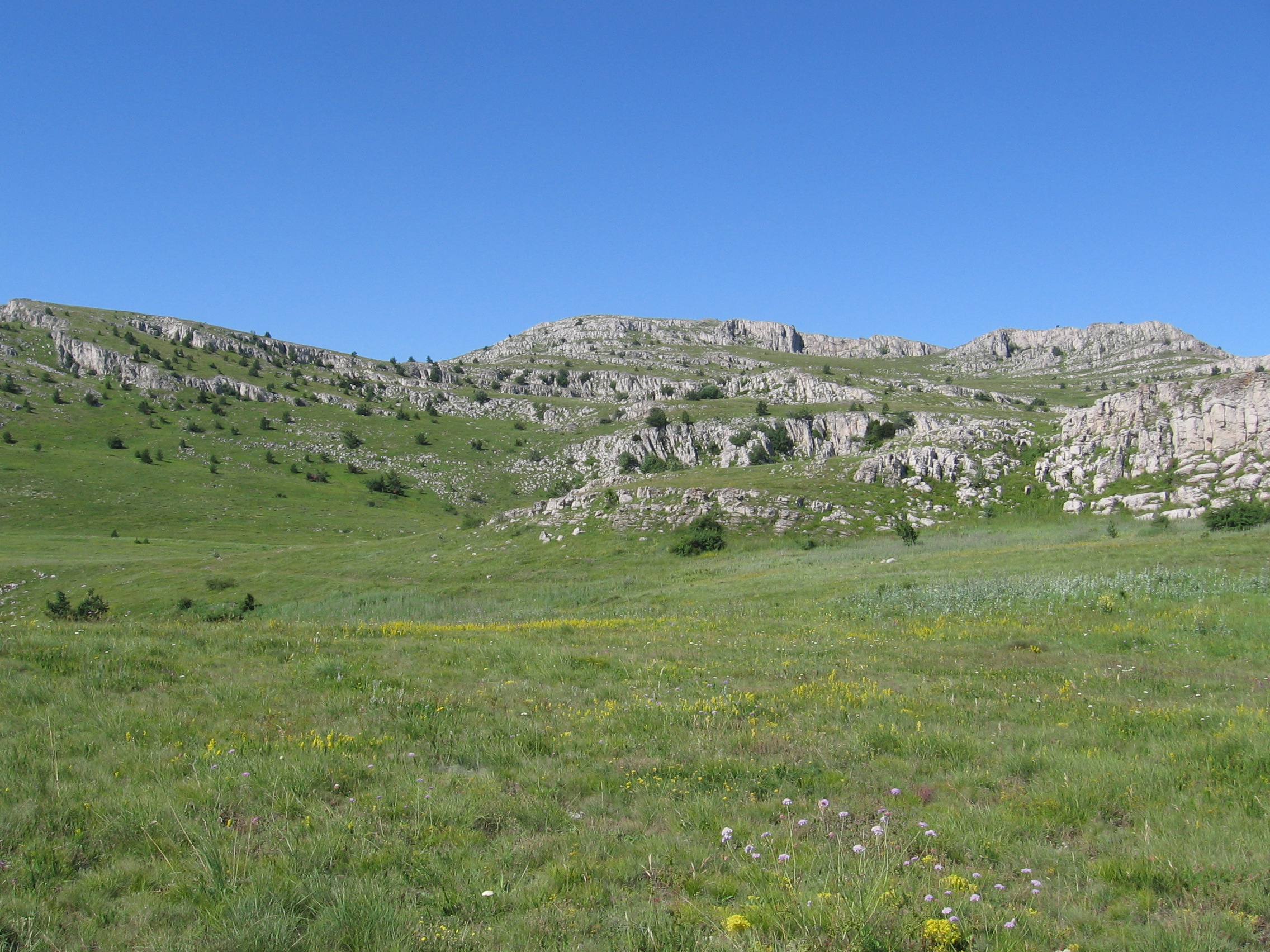
Типові краєвиди Бабуган-яйли
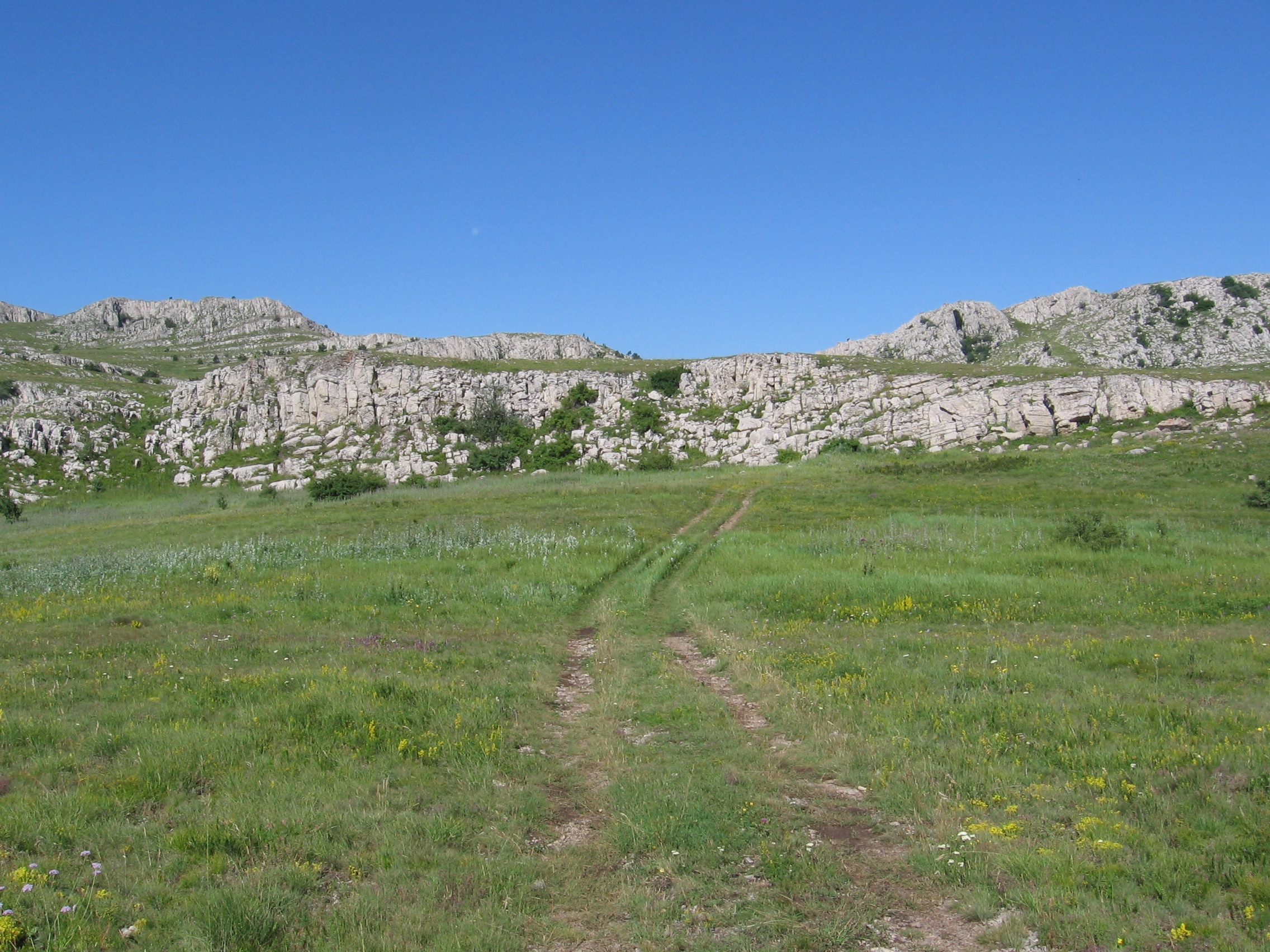
Стежка Талма-Богаз
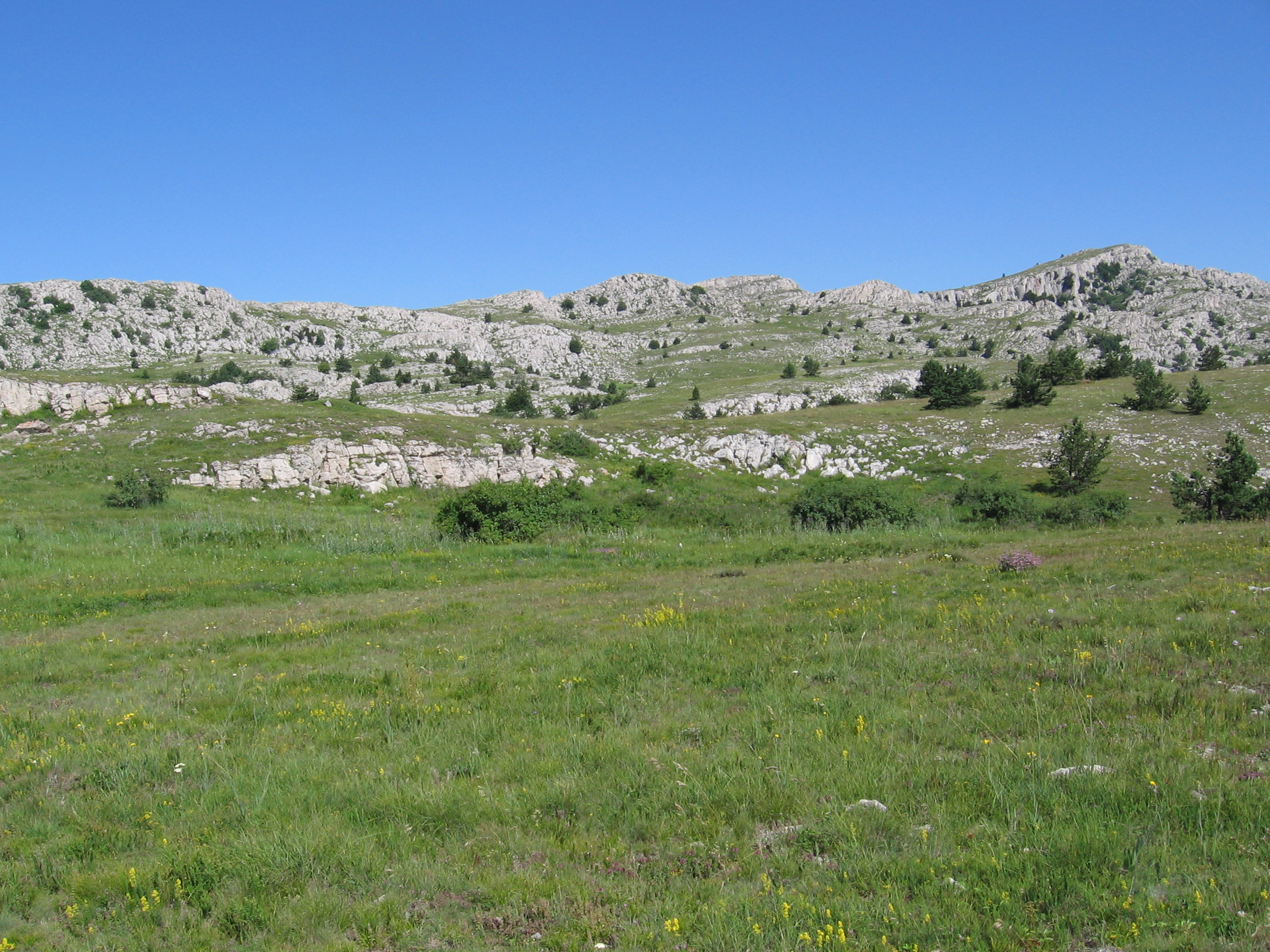
Праворуч - безіменна вершина 1512 м
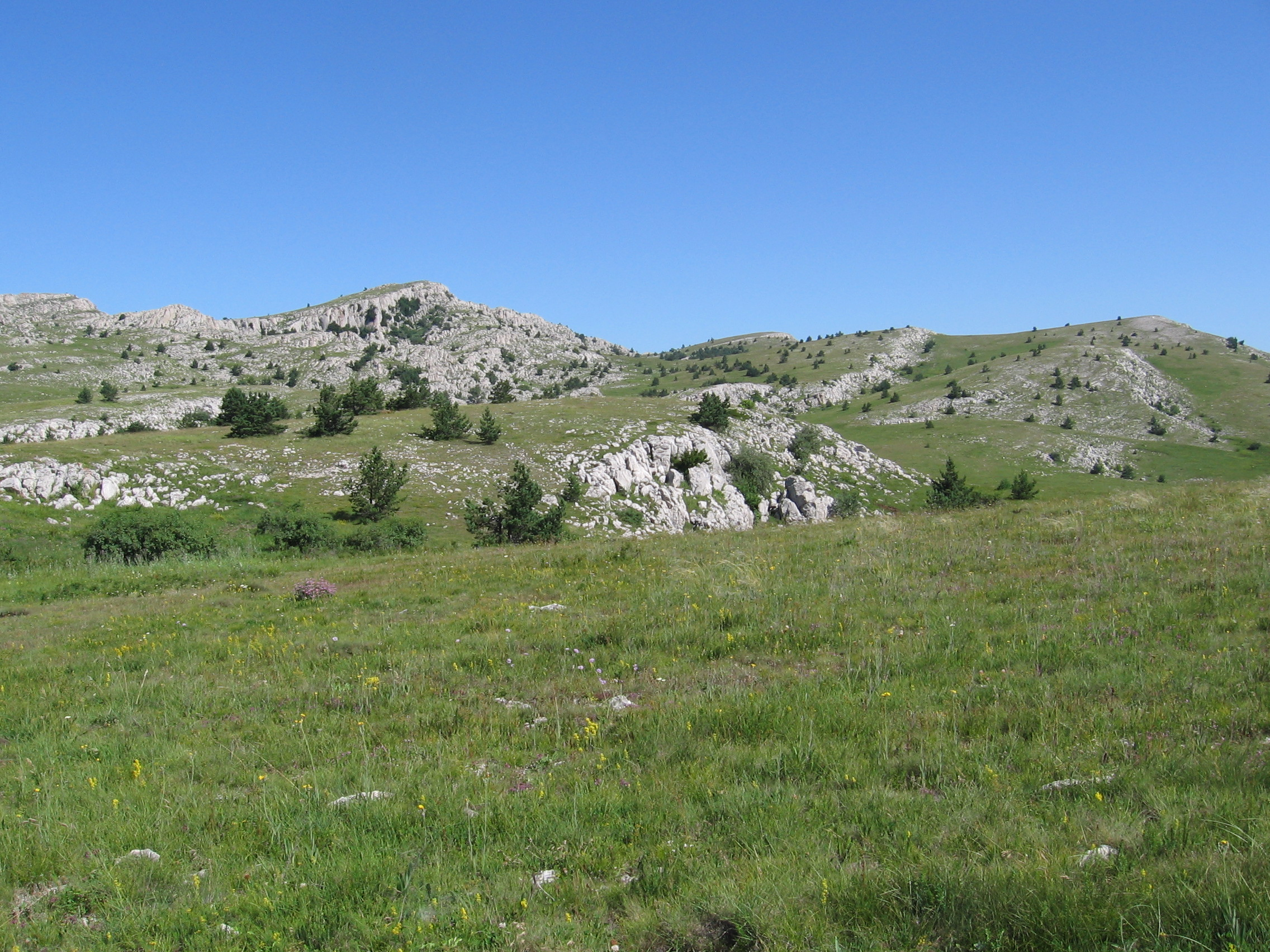
Кримські полонини
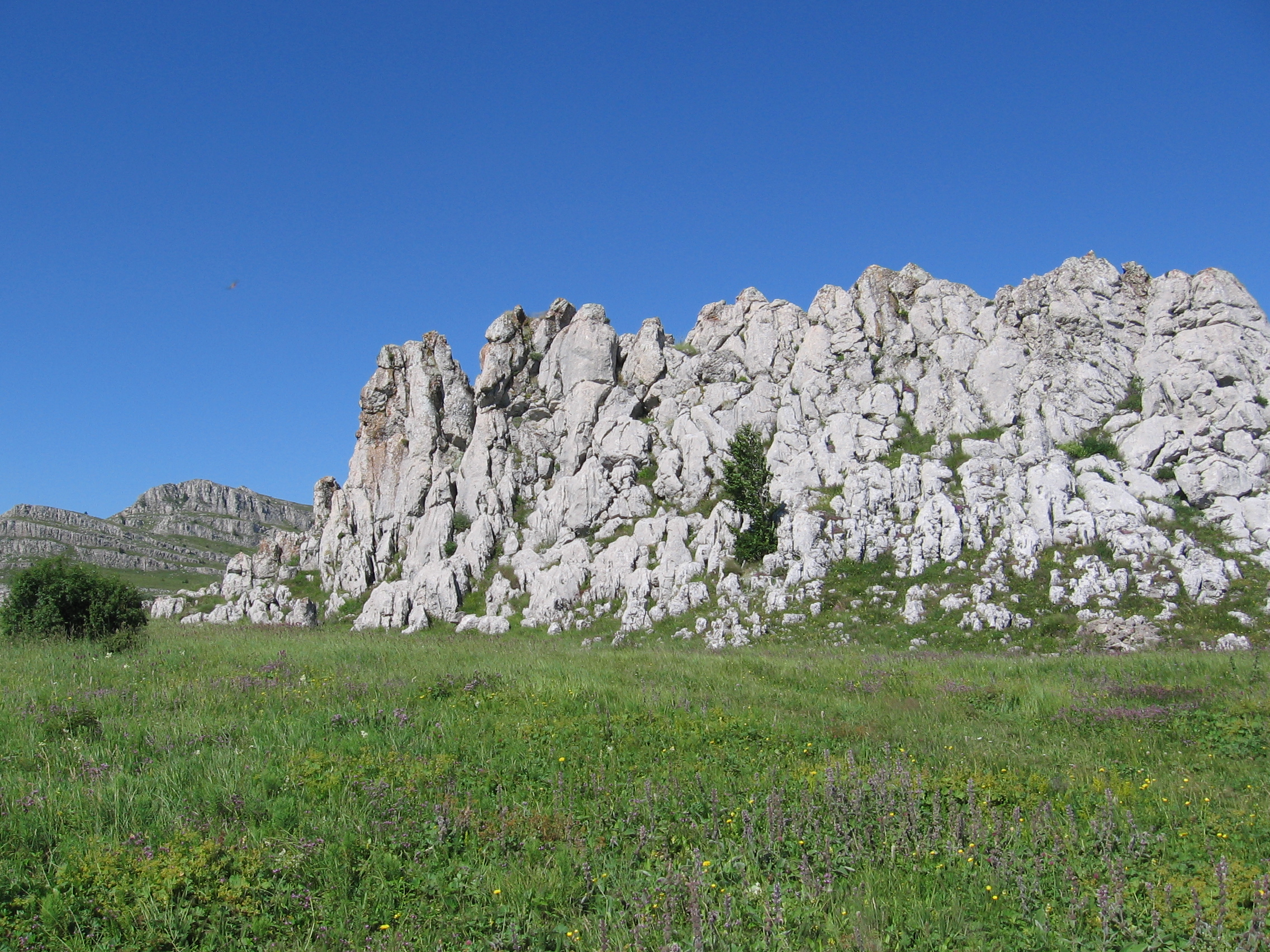
Скелі в центральній частині яйли
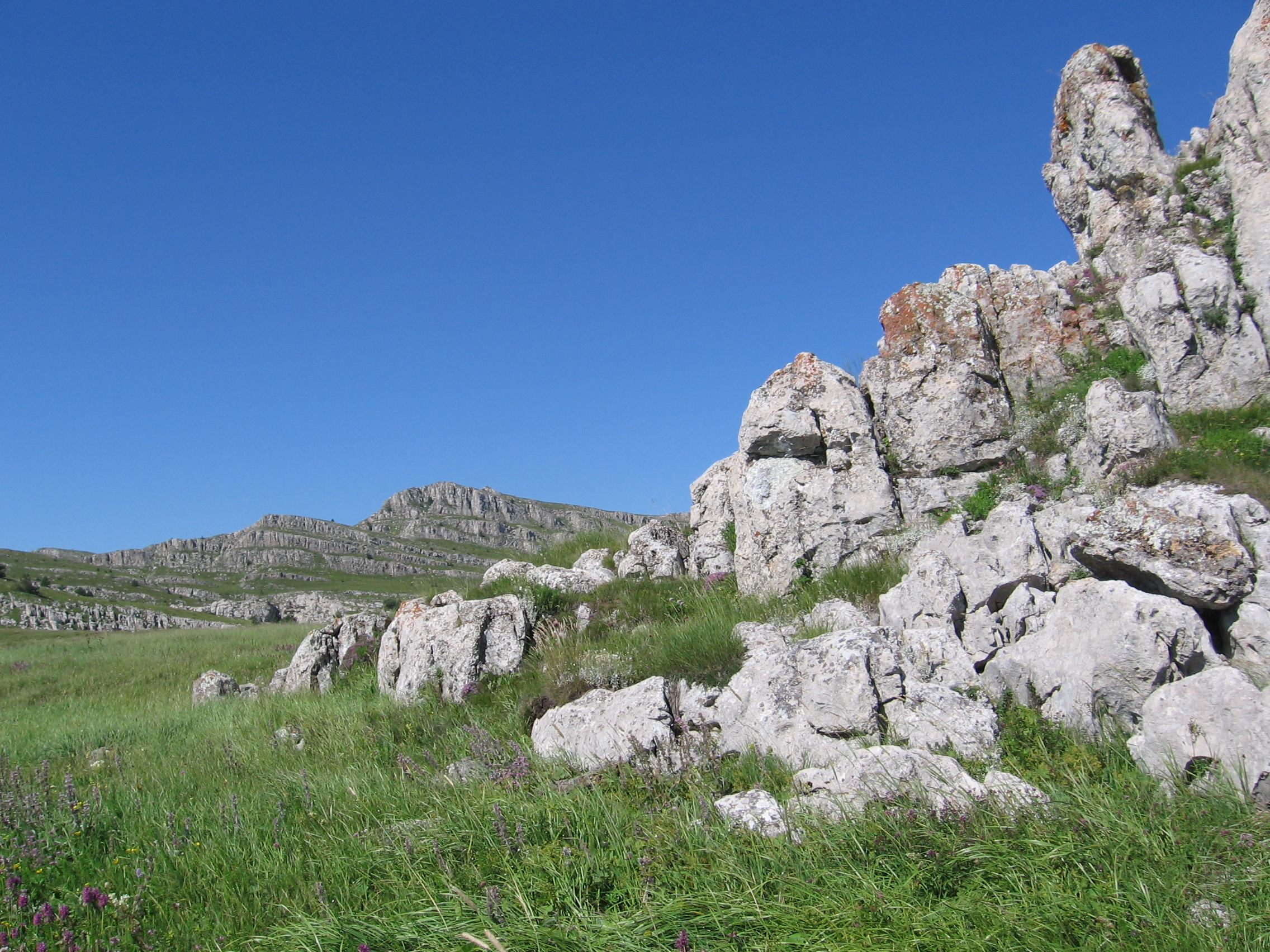
Скелі в центральній частині яйли
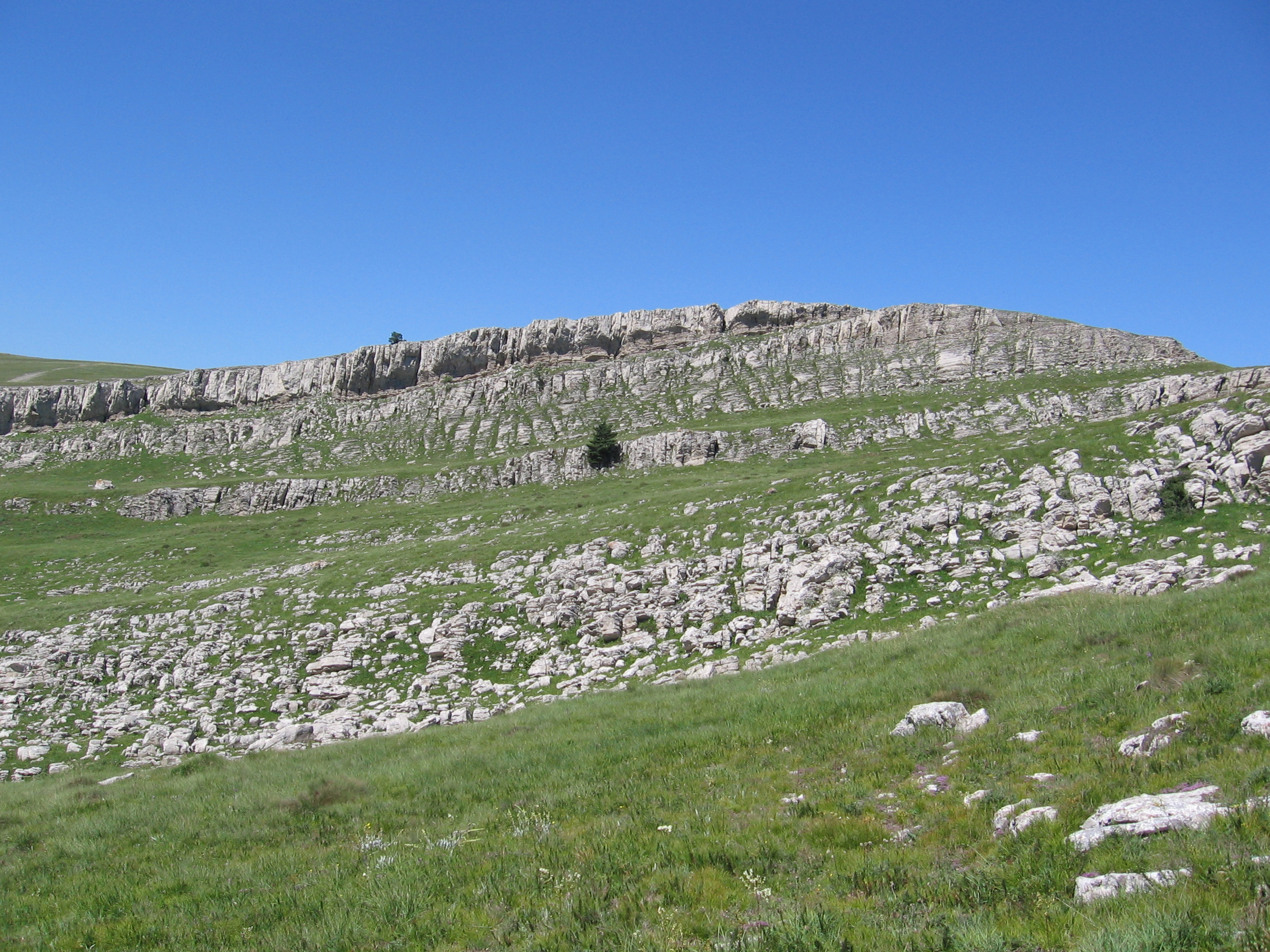
Осадові нашарування на яйлі
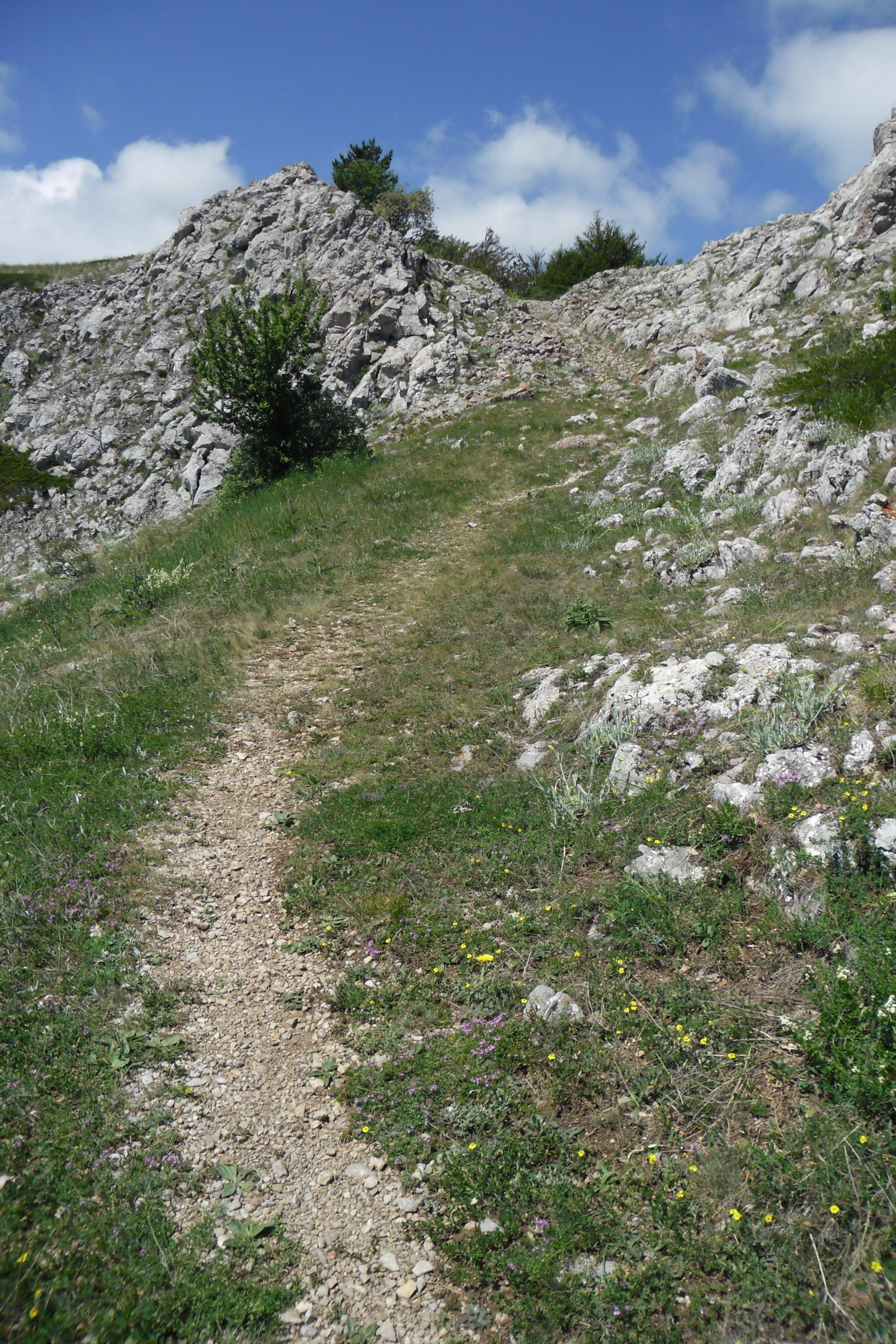
Стежка Ак-Чокрак-Богаз на Бабуган-яйлу через перевал Дипло
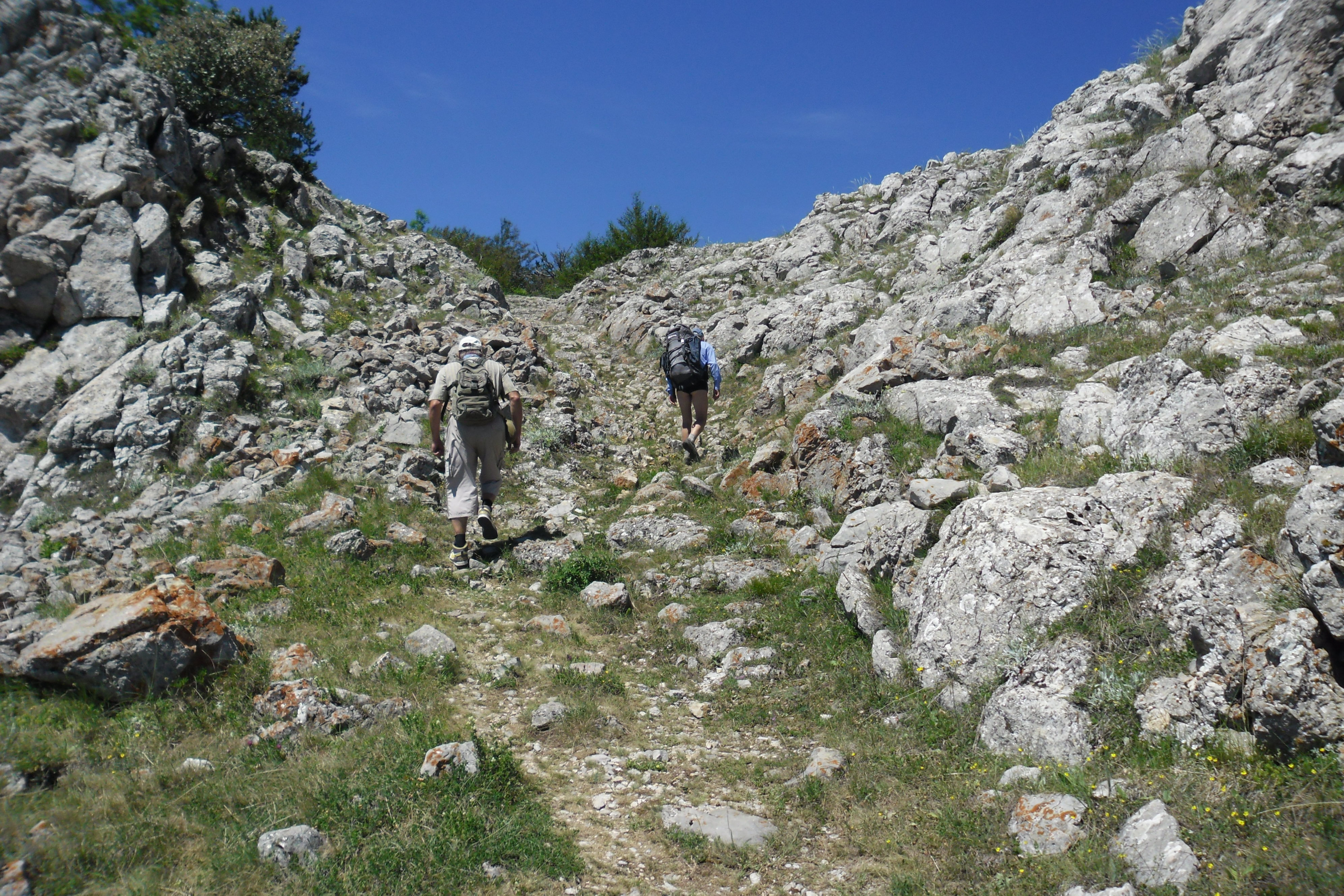
"Чортова драбина" - вихід на Бабуган-яйлу з боку Алушти
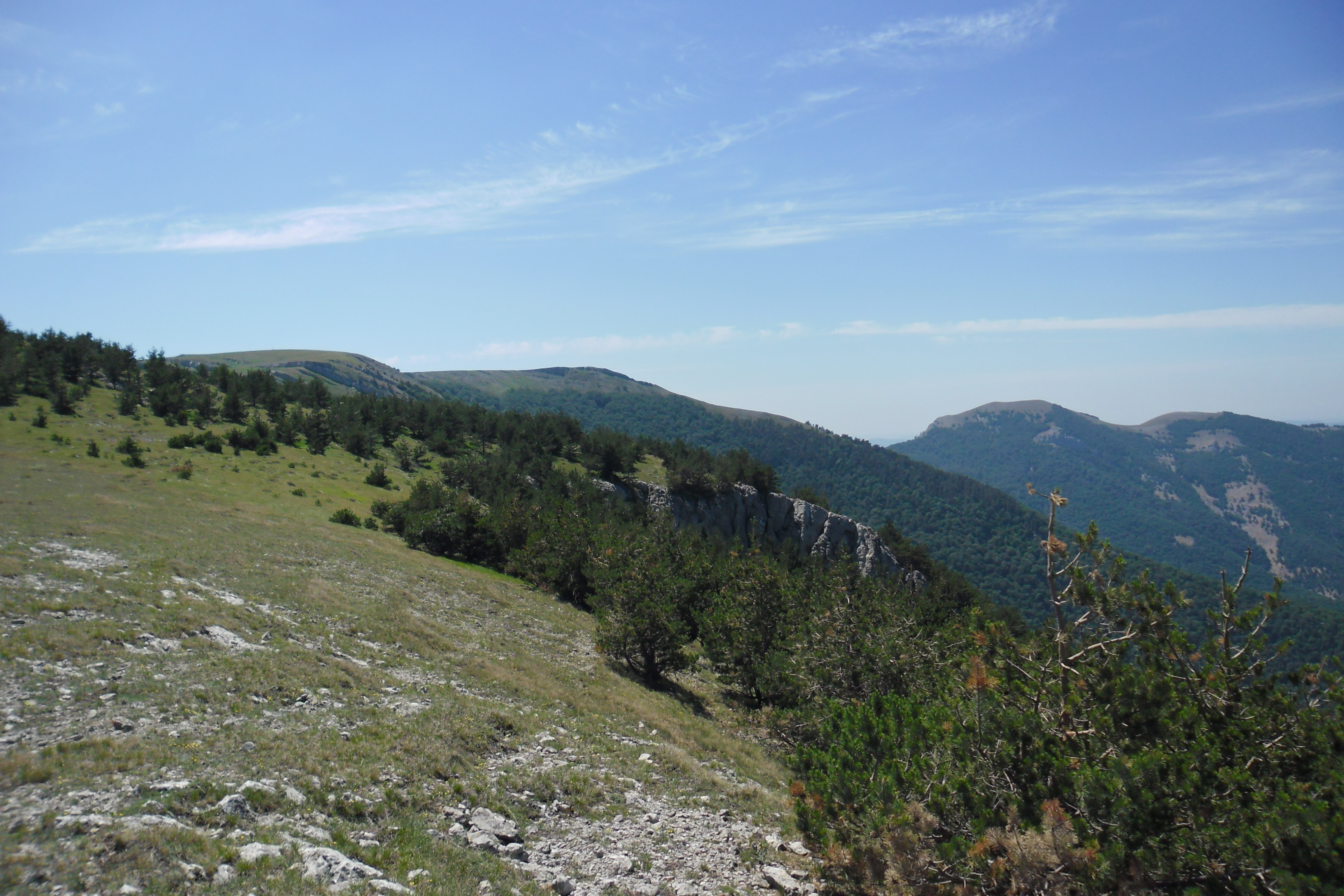
Безіменна вершина 1506 м. Північна частина Бабуган-Яйли. Район Чучельського перевалу
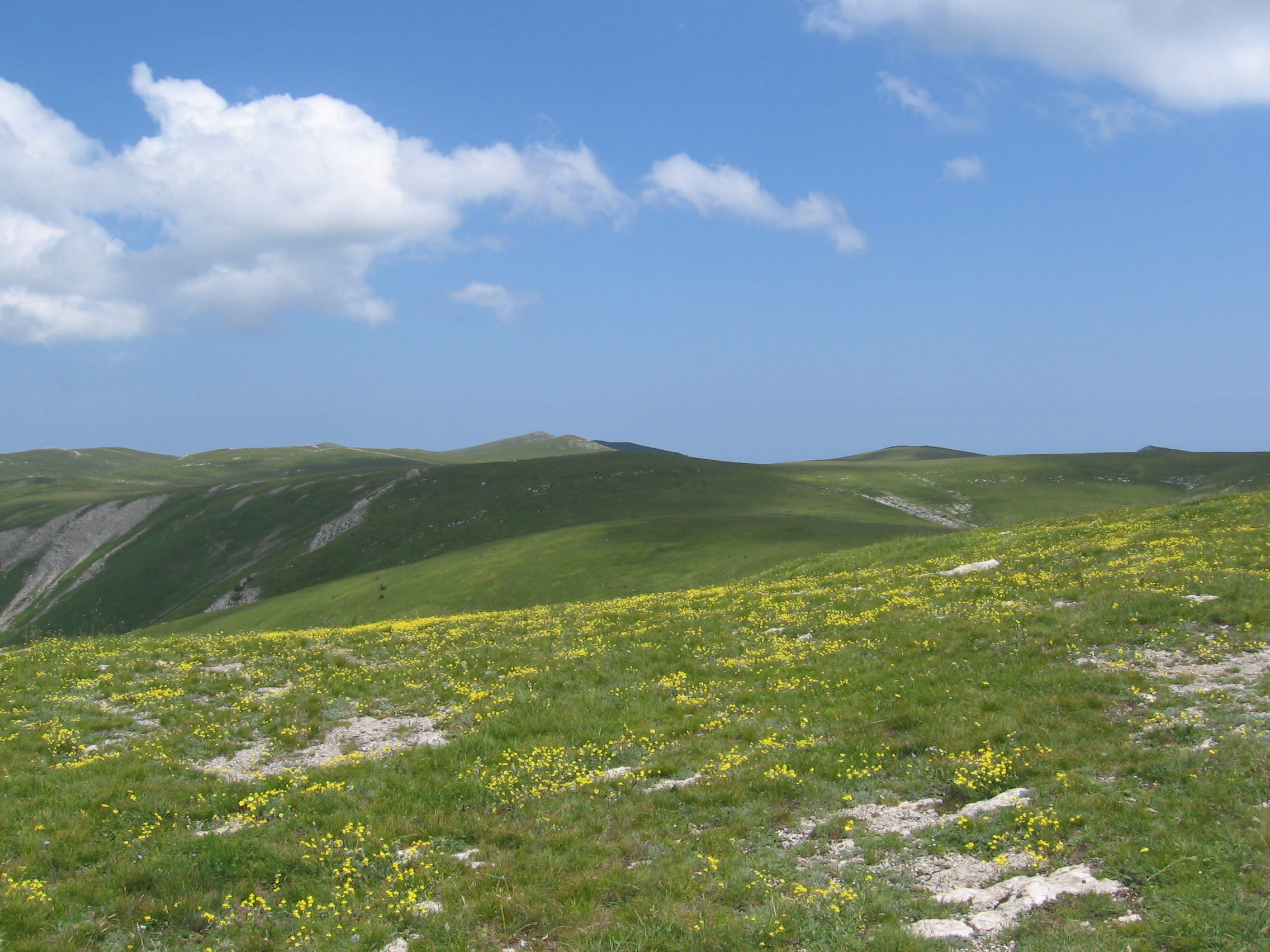
Вид на Бабуган з г.Роман-Кош
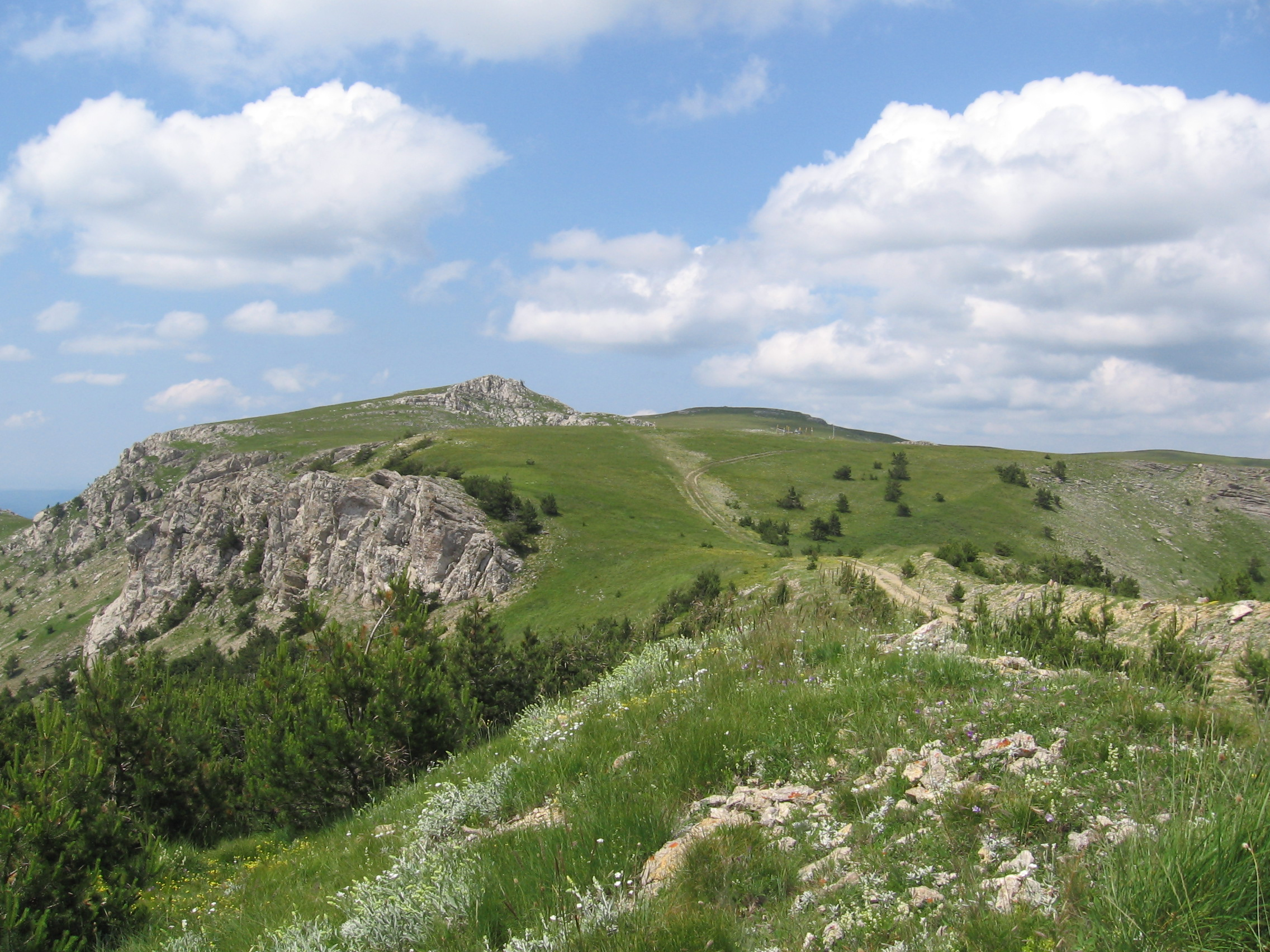
Вихід на Бабуган з боку Малого Маяка
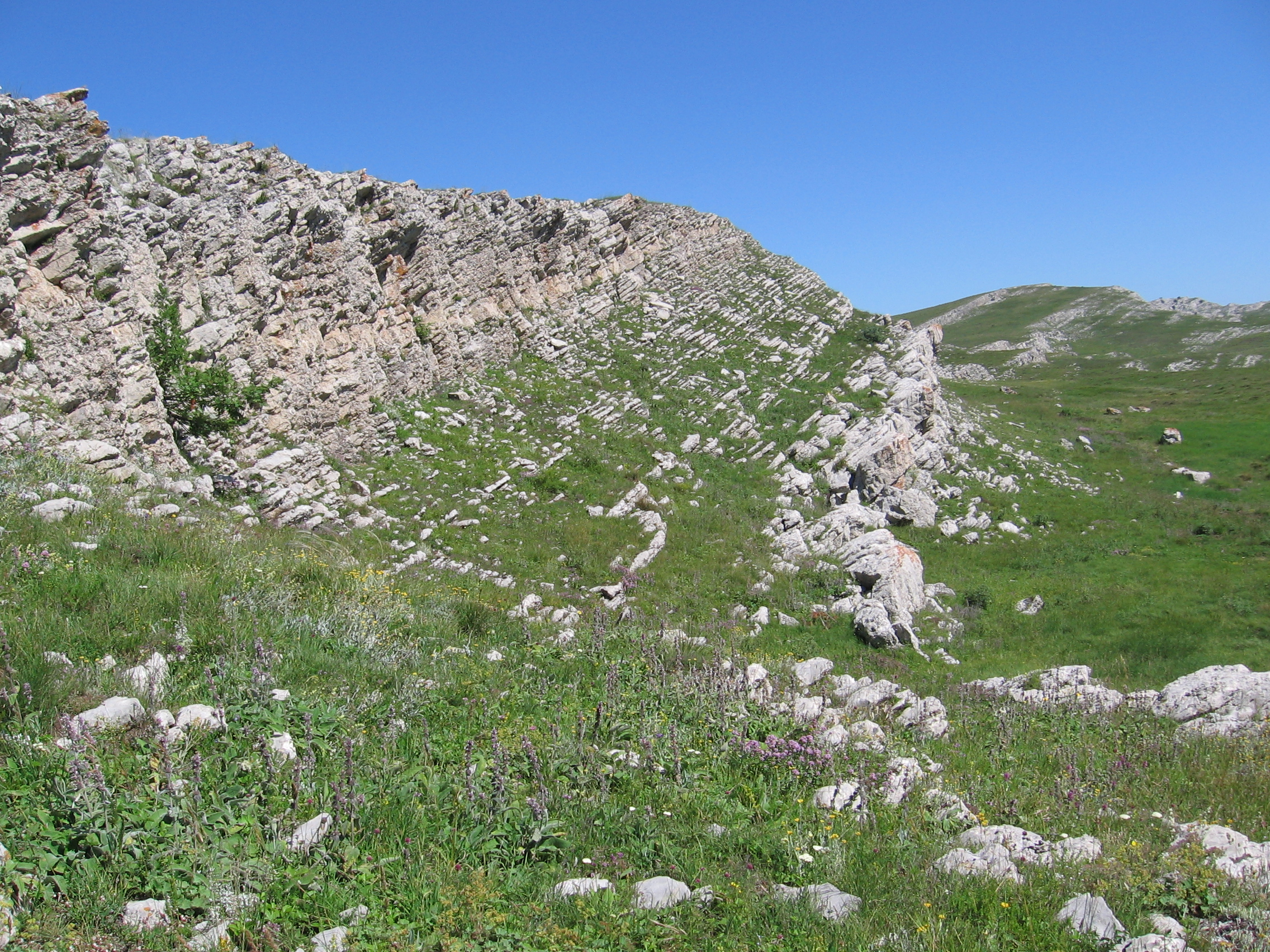
Напластування осадових порід на Бабуган-яйлі
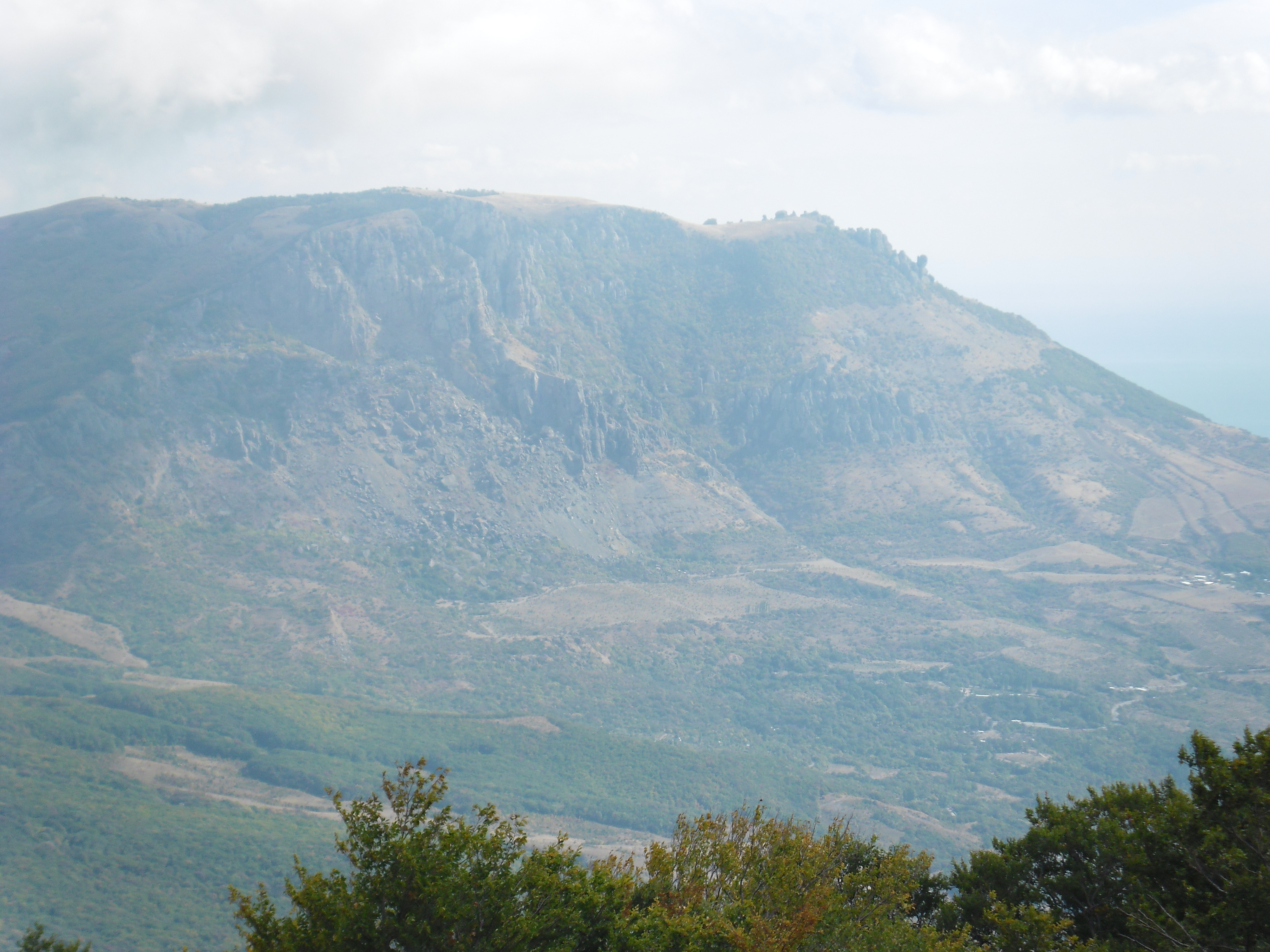
Бабуган з Чатир-Дага
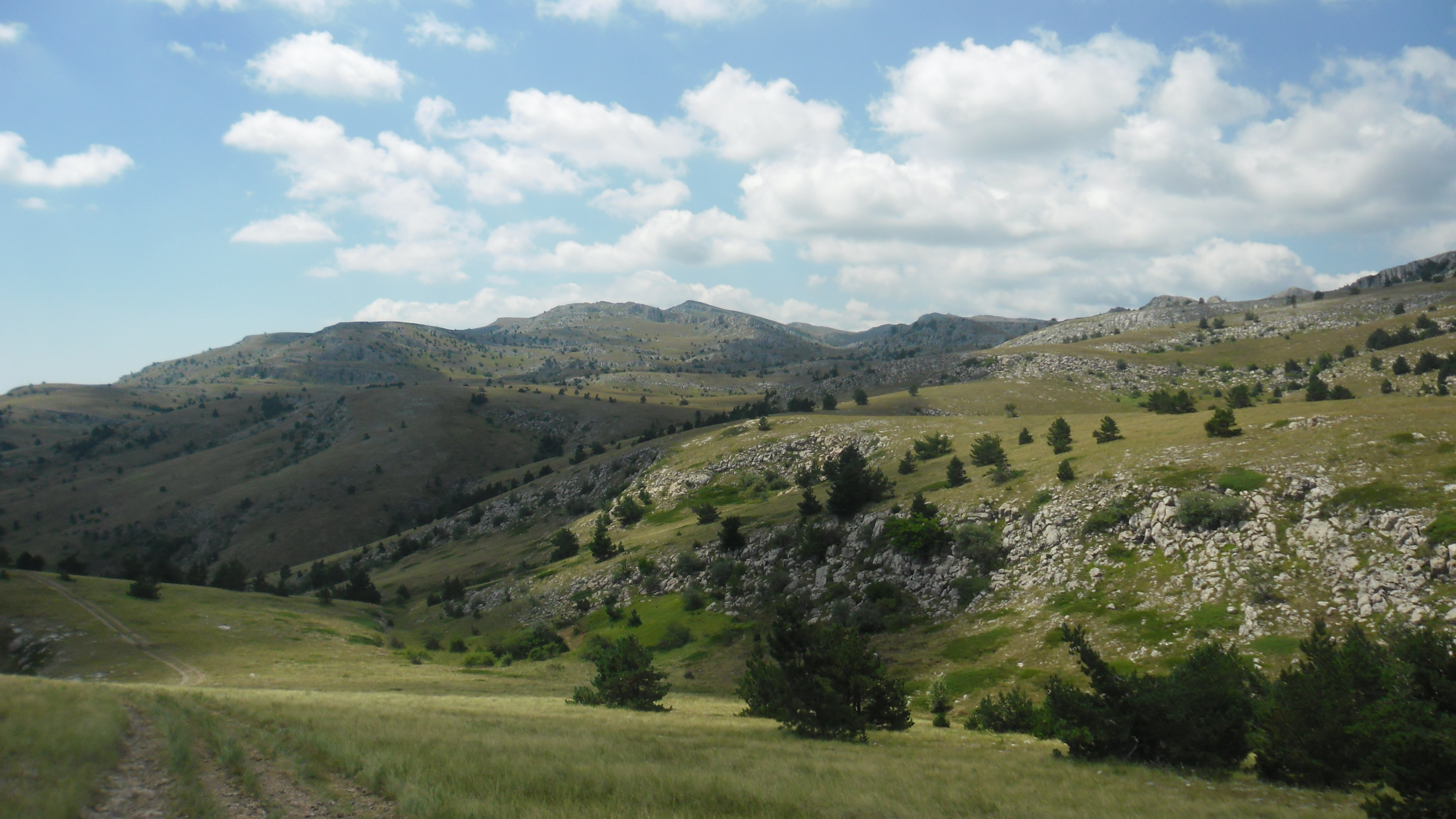
Вид на захід Бабуган-Яйли з г. Куш-Кая. 2016 р.
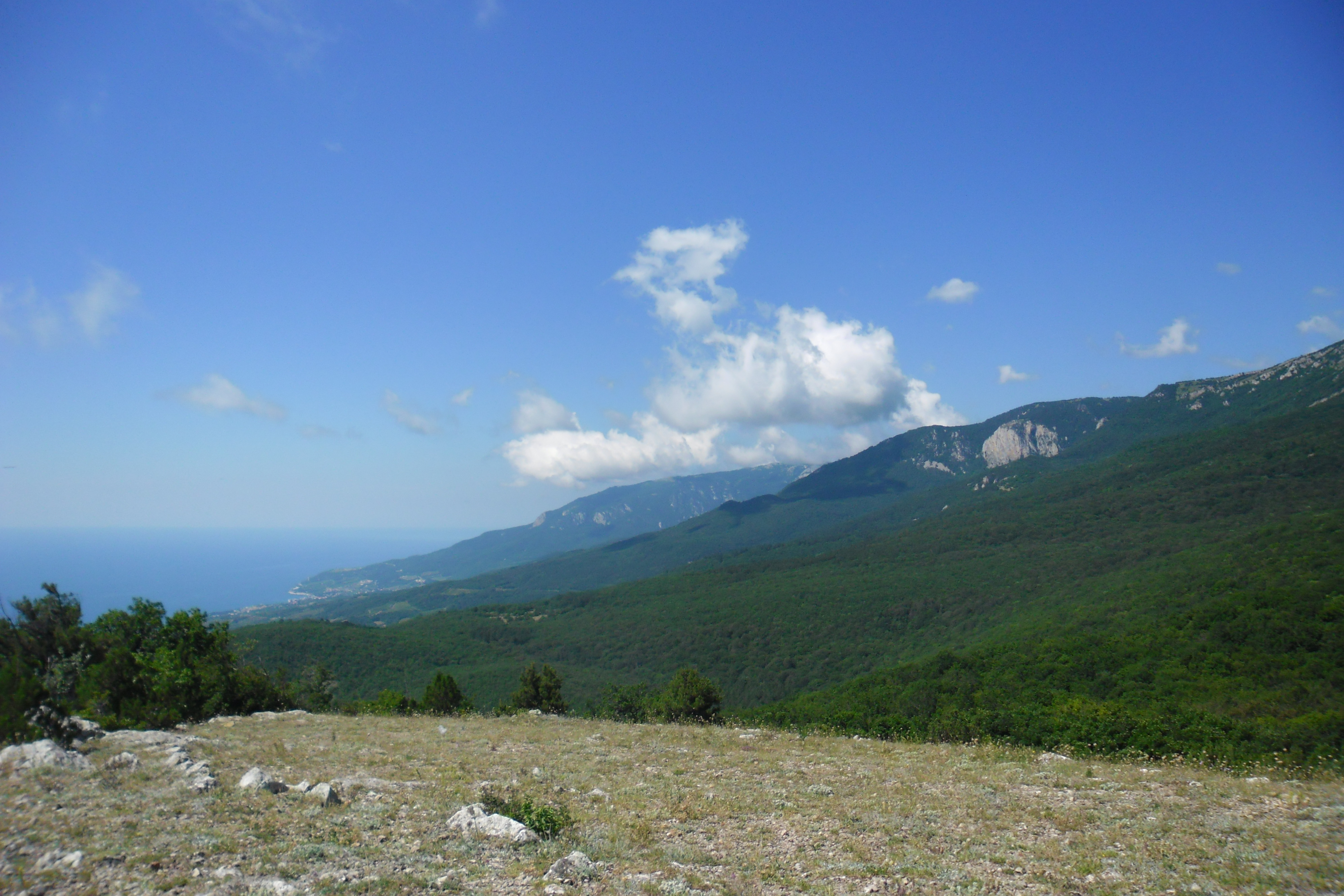
Бабуган-яйла з Парагільмена.
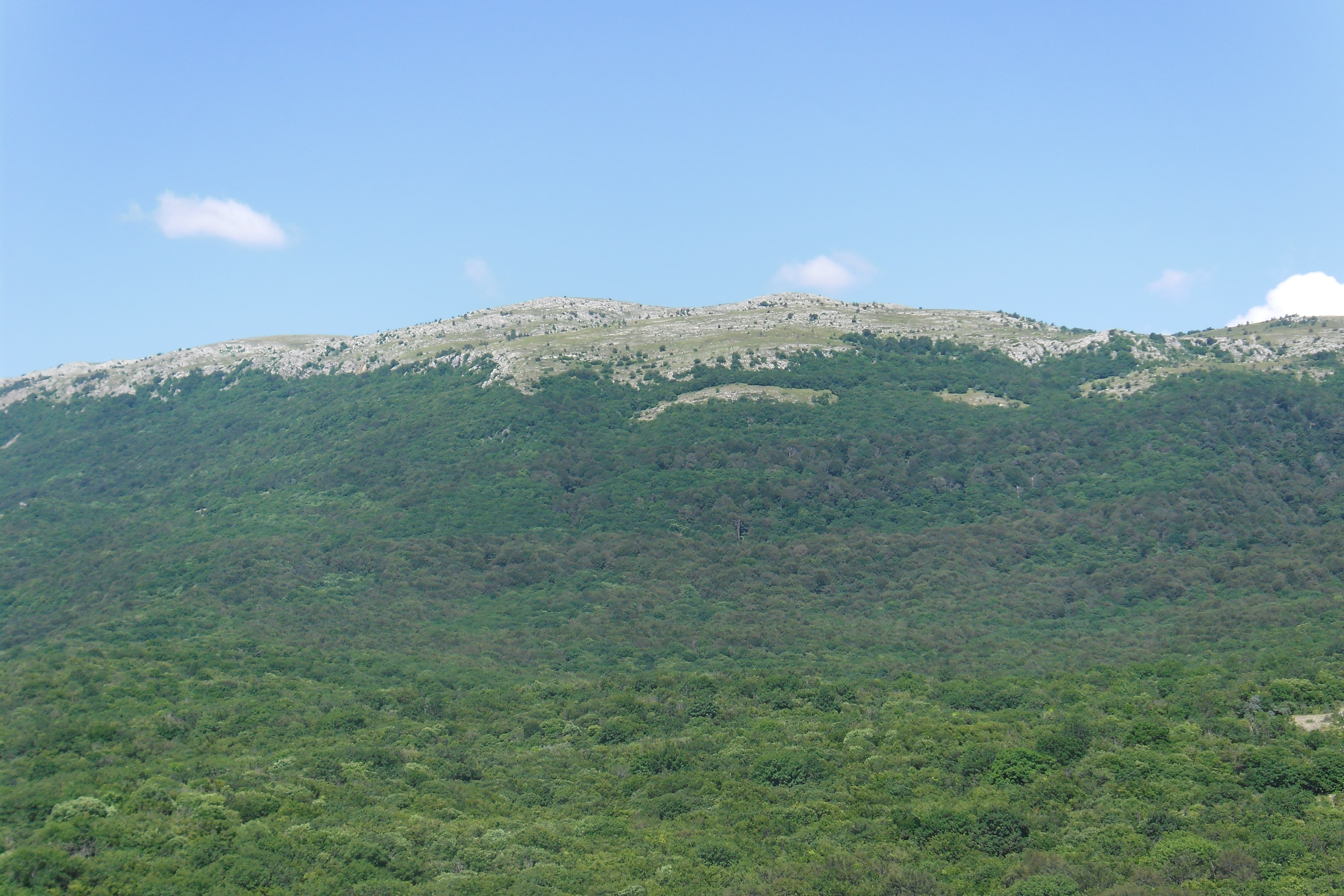
Бабуган-яйла з Парагільмена. Фрагмент.
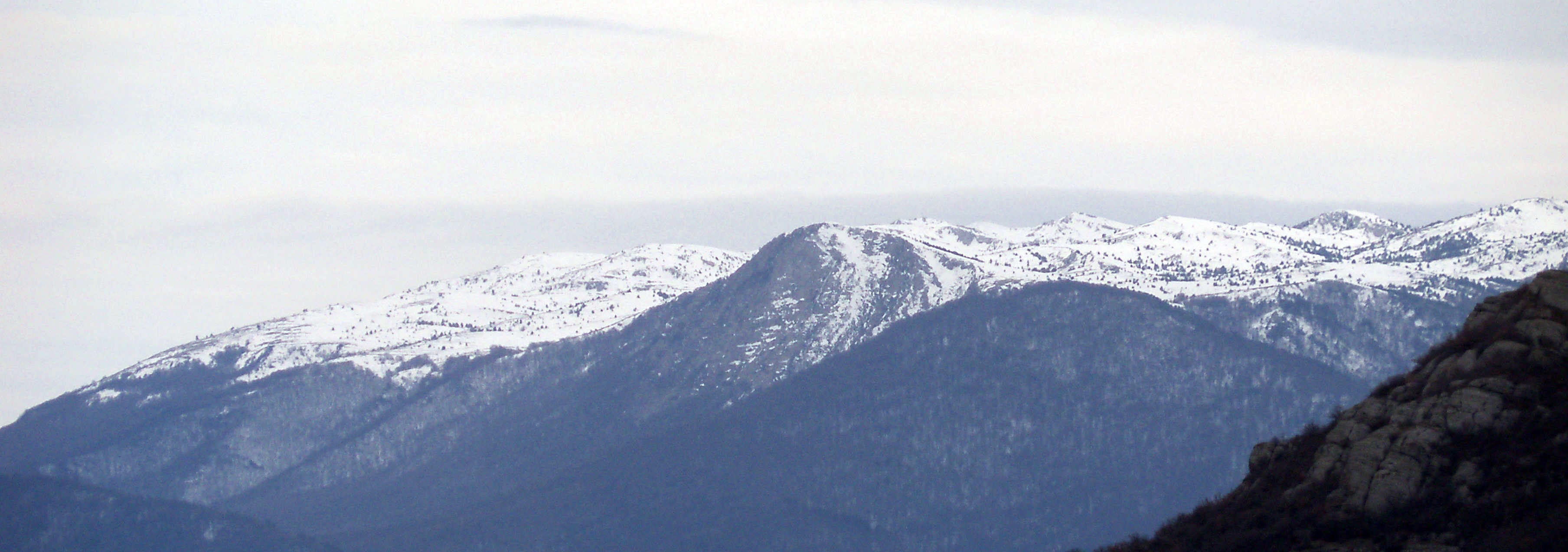
Панорама Бабуган-яйли з Демерджі. Березень 2013 р.
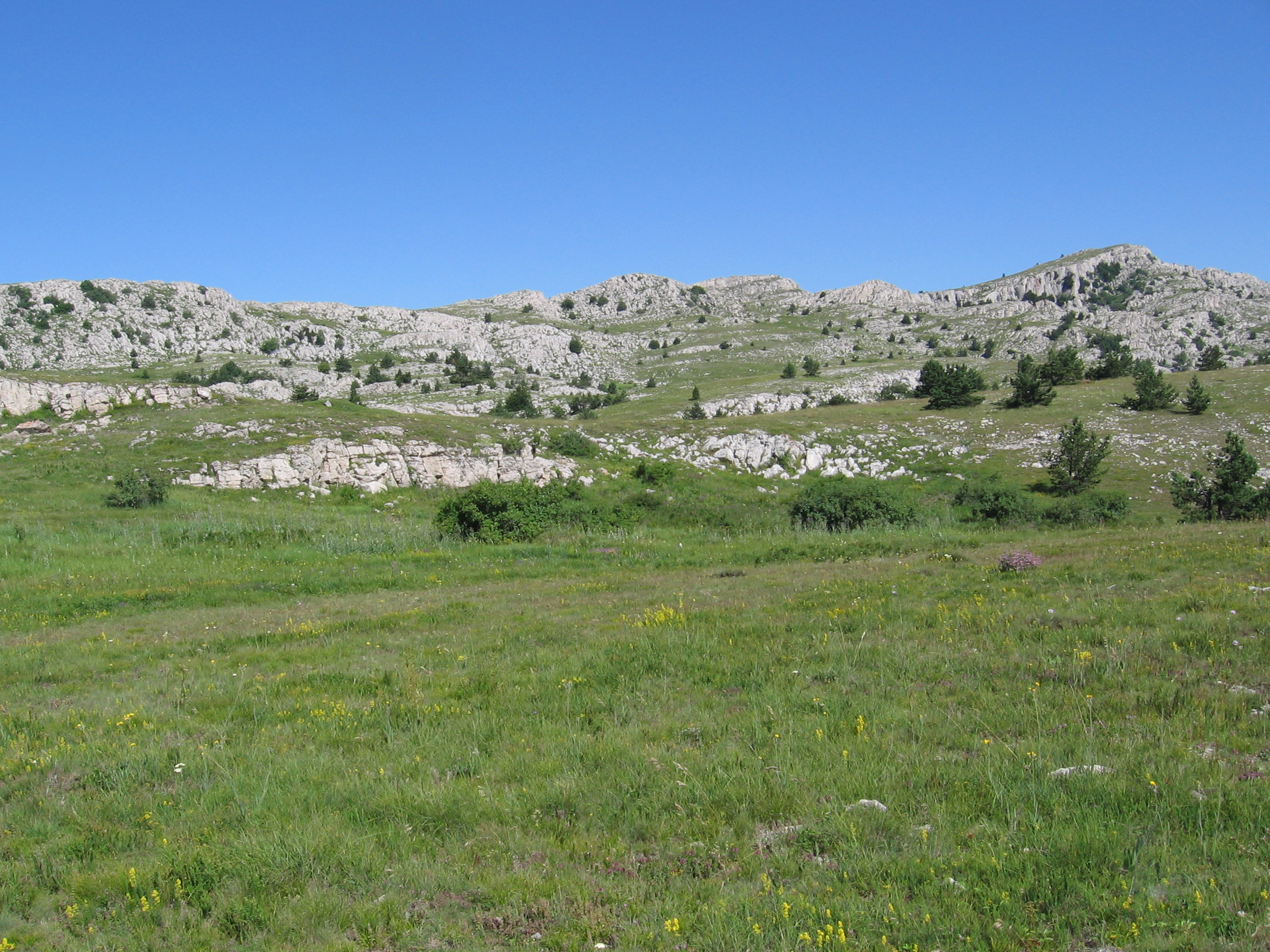
Бабуган-яйла
Мапа району Бабуган-яйли.
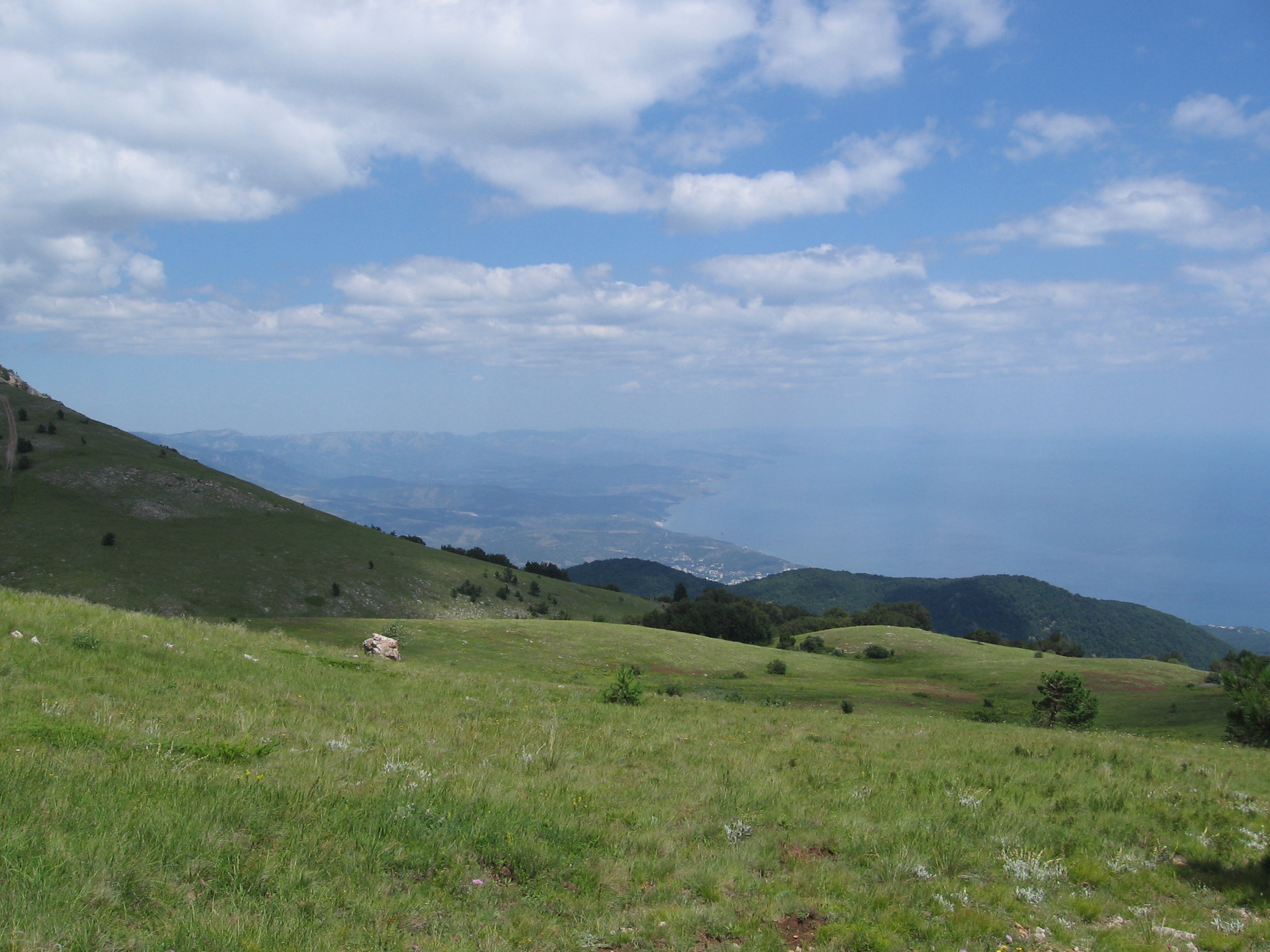
Вид з Бабуган-яйли на Чорноморське узбережжя в бік Алушти

## Гори-півторатисячники (1500 м) на Бабуган-яйлі
- Роман-Кош
- Зейтін-Кош
- Бойнус-Тепе
- Учурум-Кая
- Тас-Тепе
- Дам-Кош

## Перевали
- Дипло
- Чучельський перевал
- Гурзуфське сідло

## Інтернет-ресурси
- Розташування на мапі